# Immunoterapia nowotworów
Immunoterapia nowotworów – ogół metod wykorzystujących układu immunologicznego w leczeniu nowotworów (immunoterapia), między innymi stymulacja przeciwnowotworowej odpowiedzi immunologicznej organizmu.
Immunoterapia niektórych obarczonych wysoką śmiertelnością chorób nowotworowych, takich jak: czerniak złośliwy, niedrobnokomórkowy rak płuca czy rak nerki, w oparciu o przeciwciała anty-PD-1 i anty-PD-L1, daje możliwości leczenia pacjentów, także w zaawansowanym stadium choroby.
Immunoterapia w leczeniu nowotworów jest dostępna również w Polsce. 1 maja 2018 roku Ministerstwo Zdrowia wprowadziło aktualizację listy refundacyjnej, w ramach której polscy chorzy zyskali dostęp do programów lekowych z immunoterapią w leczeniu zaawansowanego raka płuca, raka nerki i chłoniaka Hodgkina.
Nagroda Nobla z medycyny i fizjologii w 2018 roku została przyznana Jamesowi P. Allisonowi z USA i Tasuku Honjo z Japonii. Laureaci zostali docenieni przez Komitet Noblowski za ich wkład w rozwój immunoterapii nowotworów – obiecującej metody leczenia wykorzystującej odblokowanie działania układu odporności.